# 尧西·古公才旦
尧西·古公才旦（藏語：ཡབ་གཞིས་གུར་མགོན་ཚེ་བརྟན་，威利转写：yab gzhis gur mgon tshe brtan，1920年—1992年12月8日），青海循化人，第十世班禅额尔德尼·确吉坚赞的生父，曾任西藏政协副主席、全国政协常委。

## 生平
尧西·古公才旦于1920年出生于青海省循化县文都乡，其子贡布慈丹被认定为十世班禅额尔德尼之后，被班禅堪布会议厅委员会封为公爵。中华人民共和国成立后，曾担任过西藏自治区筹备委员会委员，第一、三、四、五届西藏自治区政协副主席，第五至七届全国政协常委。1991年，出任援助西藏发展基金会副主任。1992年在西宁逝世。

## 家庭
其妻尧西·索朗卓玛也曾担任西藏政协副主席。